# Parque nacional De Hoge Veluwe

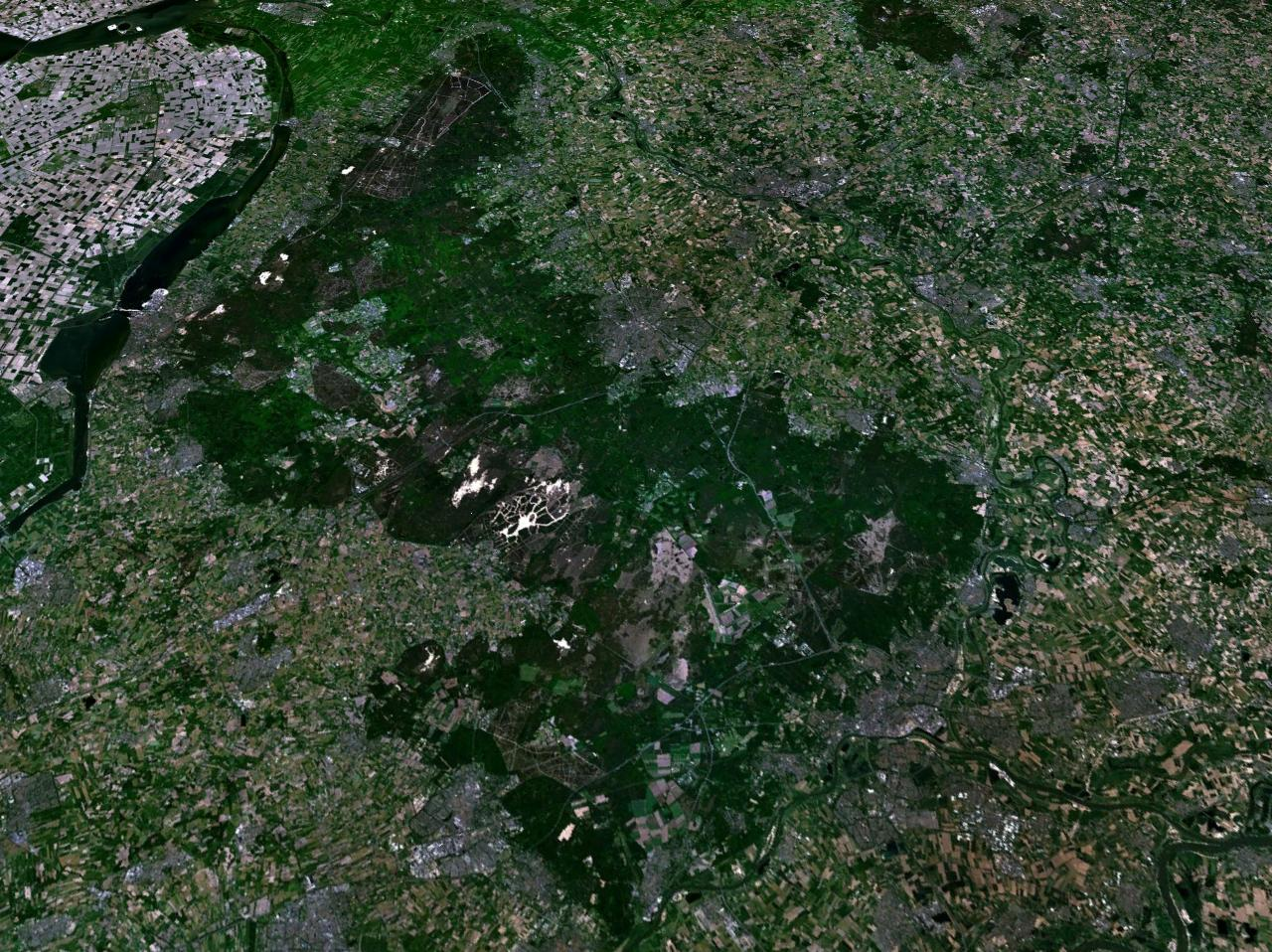
El mar de arena es visible desde el satélite (manchas claras), entre una muy grande diversidad de paisajes y de ecosistemas.

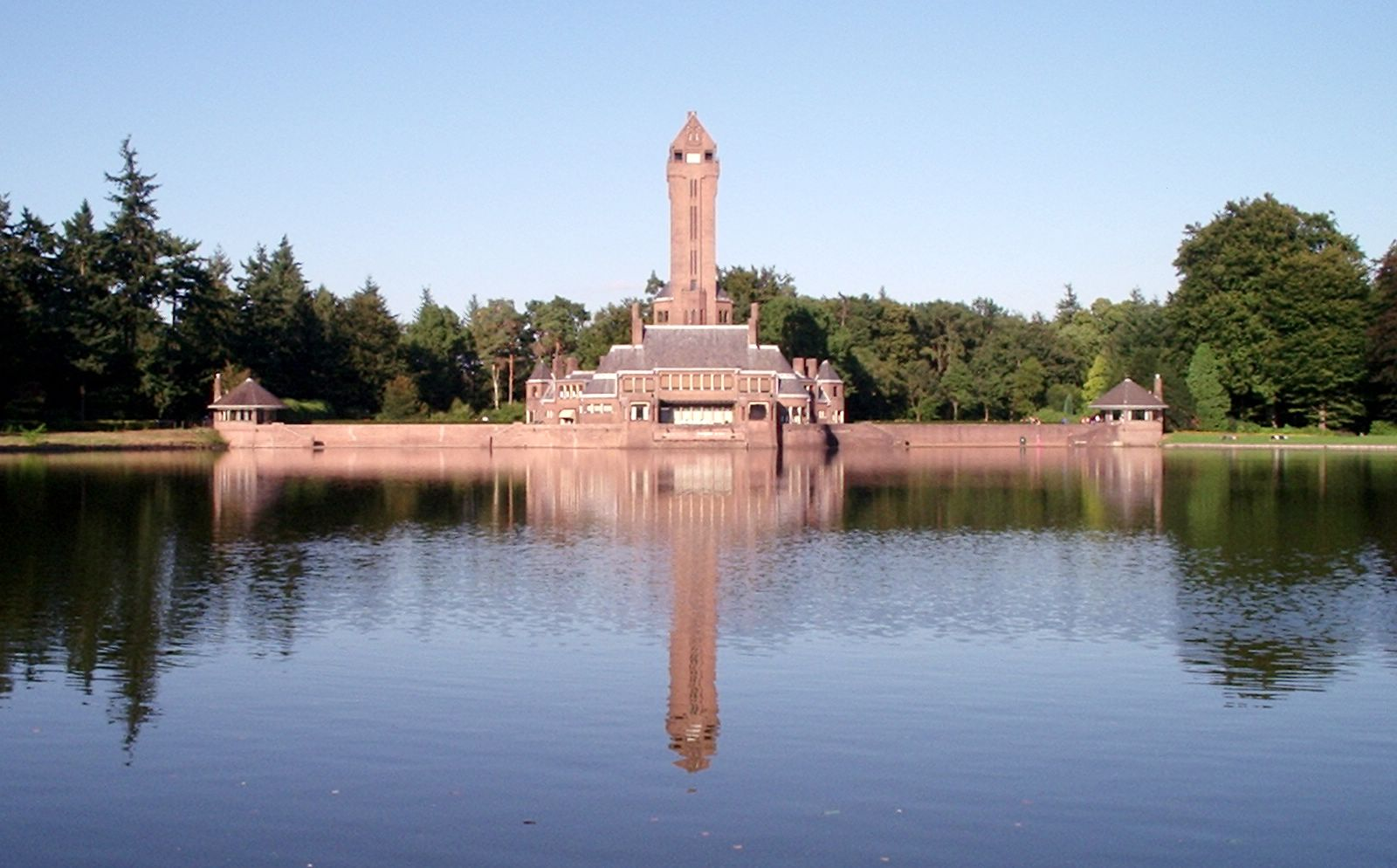
Pabellón San Huberto, residencia de la pareja Kroller-Muller.

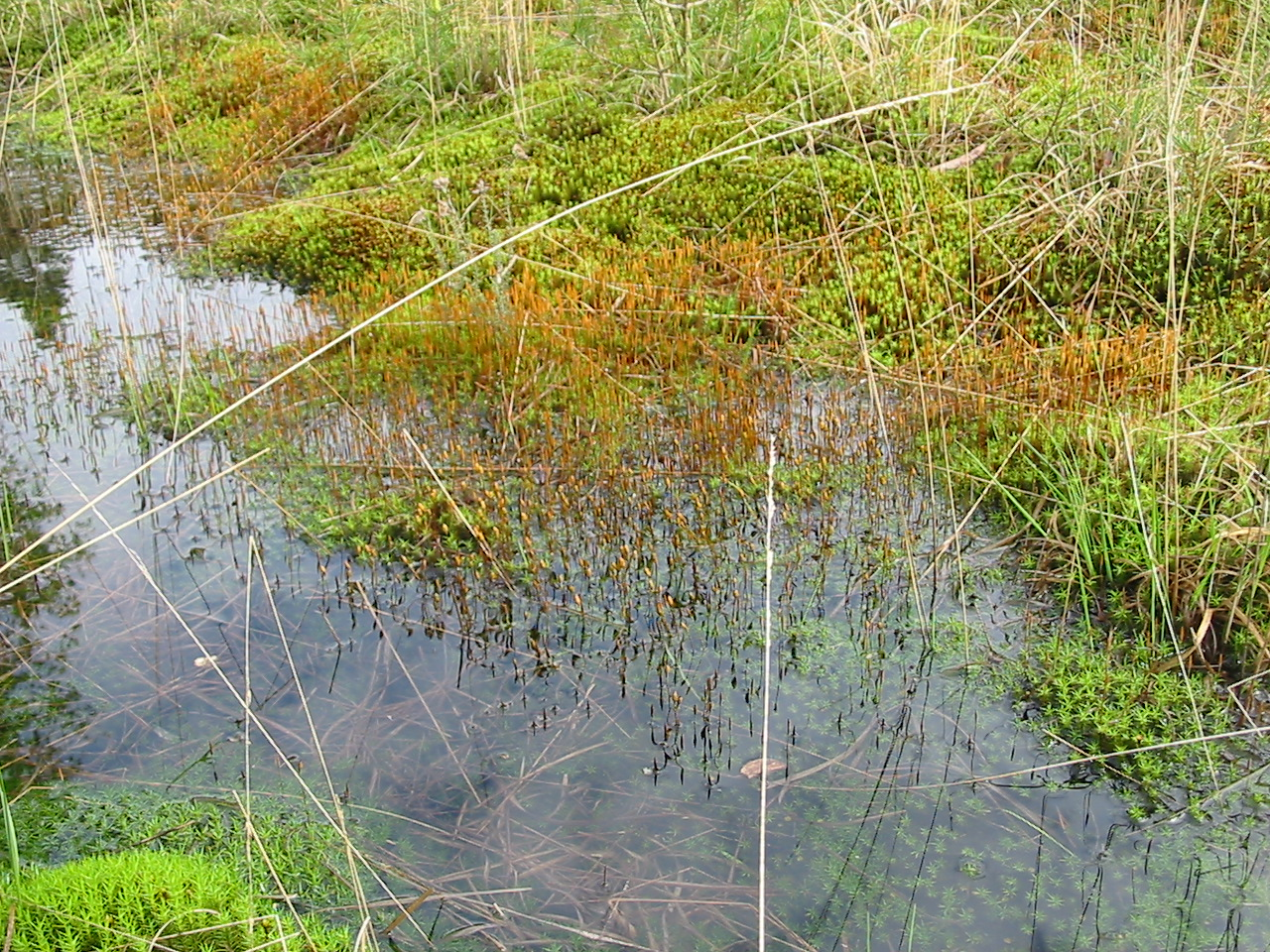
El parque está más bien constituido por zonas bastante secas, incluso áridas, pero algunas zonas húmedas permiten a los animales abrevarse.

Parque nacional De Hoge Veluwe (Nationaal Park De Hoge Veluwe) es el nombre de uno de los más grandes parques naturales nacionales de los Países Bajos, que ofrece al público - con entrada de pago - alrededor 5.000 ha (exactamente 54,5 km²) de naturaleza restaurada en una antigua zona agrícola recomprada y replantada por dos ricos neerlandeses a principios del siglo XX.
Este parque protege paisajes excepcionales y, aunque vallado, es uno de los grandes núcleos de la red ecológica neerlandesa. Aloja numerosas especies protegidas y ha contribuido por su Centro de interpretación a sensibilizar varios millones de personas en la restauración y protección del medio ambiente y más particularmente en la restauración de la naturalidad de los paisajes, que es característico de este sitio.
El Parque une naturaleza y cultura con el reputado Museo Kröller-Müller situado en su centro.

## Situación
En el corazón de los Países Bajos, en la provincia de Güeldres, en el alto Veluwe, el parque está situado cerca de Arnhem, entre Ede y Apeldoorn. Cada uno de estos municipios aloja una entrada al parque que está totalmente alambrada para que los animales grandes no se escapen.

## Recepción

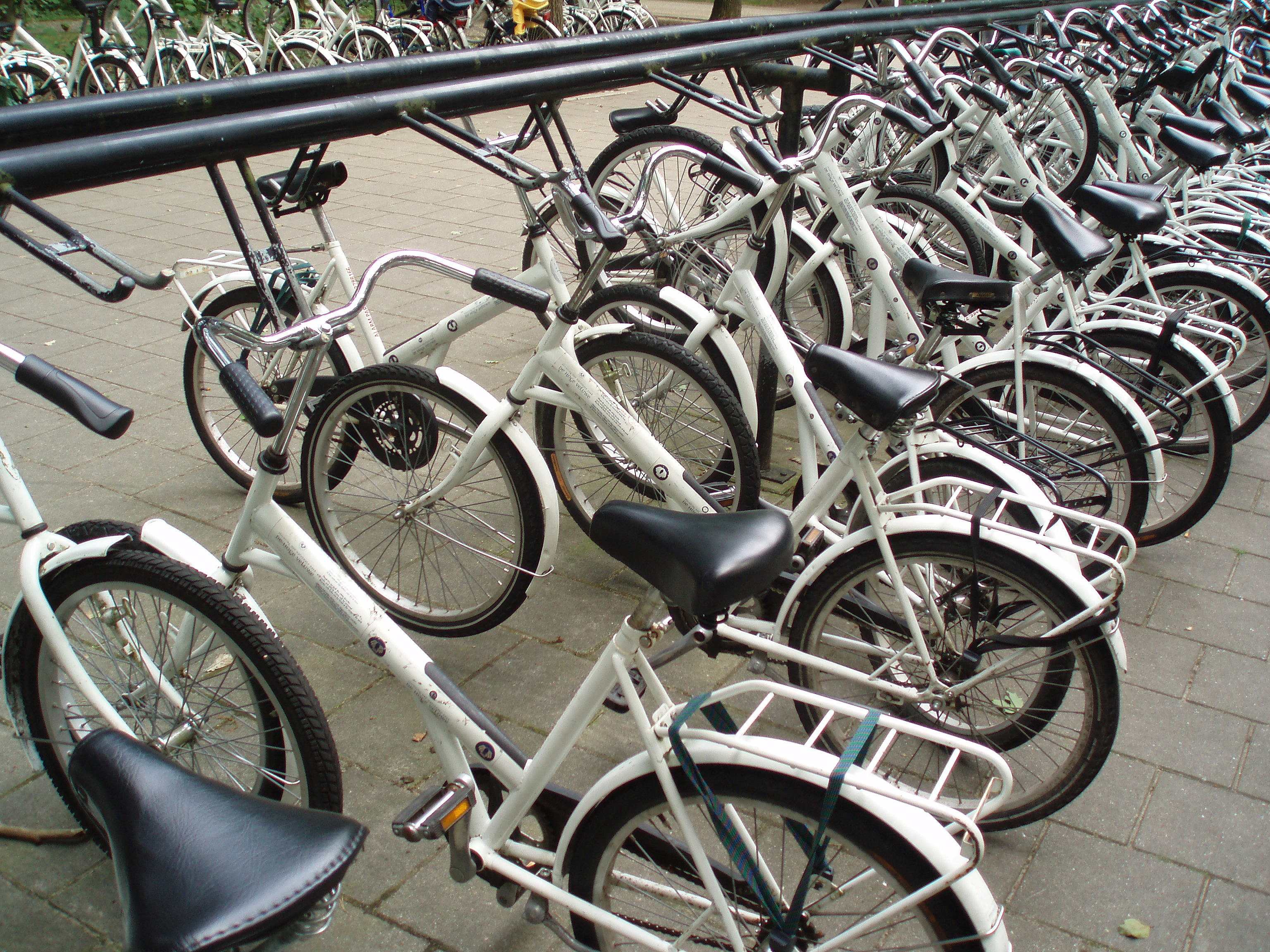
Más de 2.000 bicicletas públicas están disponibles sin costo para poder circular por aproximadamente 50 km de ciclovías dentro del parque.

En el corazón del parque, accesible en bus o en bici (personal o prestada por el parque) a partir de los 3 puntos de entrada (de pago), un centro de interpretación y un museo reciben al público siete días de siete (con restauración, tienda, comodidades, planos). Treinta y ocho personas (en 2007) se relevan de un total de 80 incluyendo gestores y administrativos, a los cuales hay que añadir 20 temporeros y 400 voluntarios activos.
500.000 visitantes por año son necesarios para el equilibre financiero de la estructura (sin museo de arte). 
Dos días son necesarios para dar la vuelta al parque en bici y sucintamente visitar el museo (cuyas exposiciones son renovadas con regularidad gracias al rico fondo legado por la pareja Kroller-Muller).
Los numerosos caminos son bucles que llevan a este punto, a las entradas o al pabellón San Huberto. Los guías pueden permitir ver más fácilmente los grandes animales y las particularidades del parque.
Los visitantes no están autorizados a pasar la noche en el parque.
Asimismo, el parque está prohibido a los perros, pero estos tienen acceso a la zona central (centrum), con un punto de suministro de agua que les está destinado.

## Historia

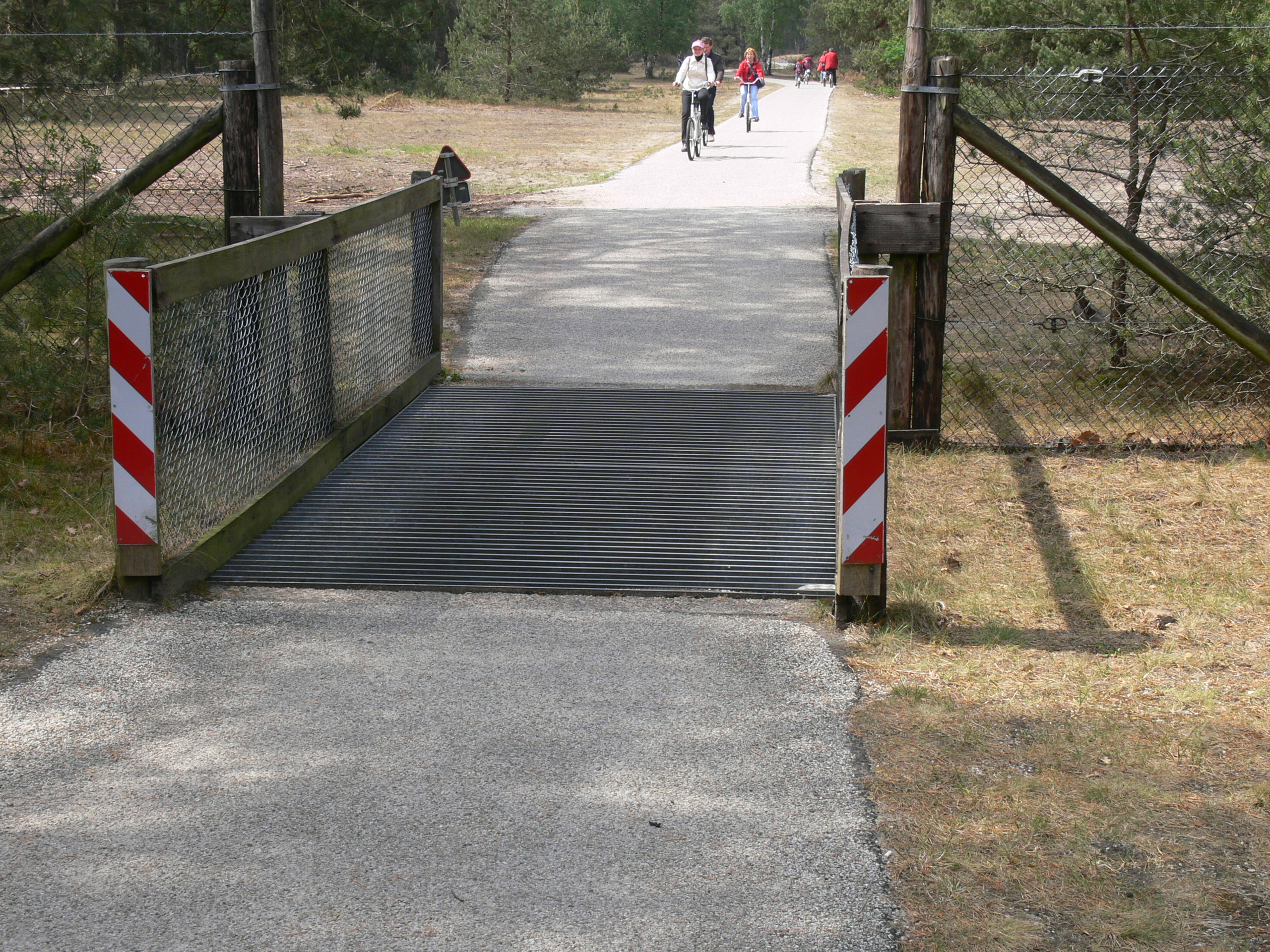
Los «pasos canadienses» confinan los grandes animales en las zonas menos frecuentadas por el público.

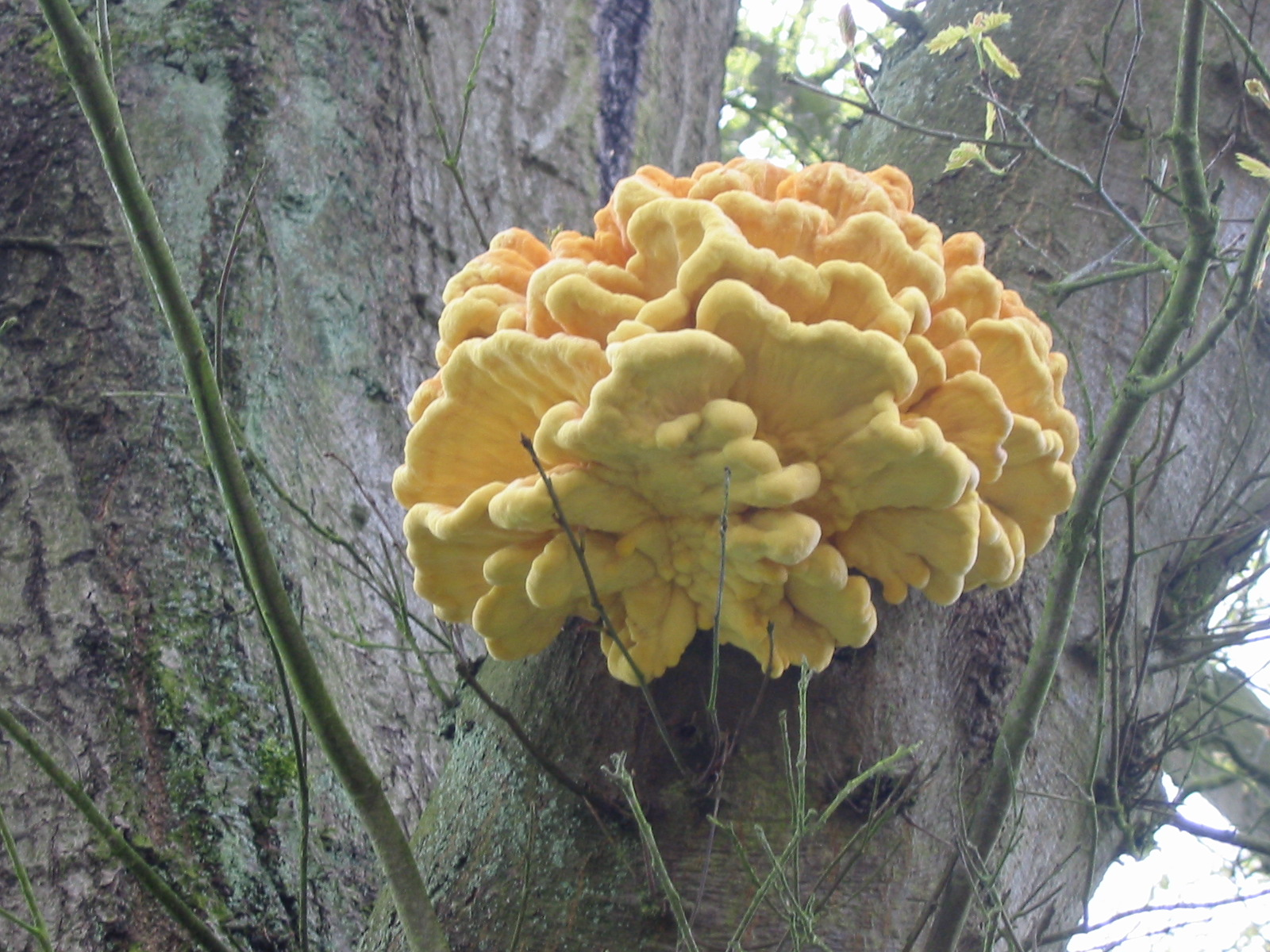
La gestión restauradora conserva cantidades importantes de leña seca, permitiendo la vida de insectos y hongos xilófagos que se observan fácilmente.

Una gran sequía seguida de una violenta tormenta han transformado en polvo y llevado los millares de hectáreas de suelos agrícolas frágiles en esta región a principios del siglo XX. Esto ha permitido a la pareja Kroller Muller, que había hecho fortuna en los negocios marítimos de comprar alrededor de 5000 ha de terreno para reforestarlo y cercarlo con un muro, con el fin de mantener los grandes animales para la caza, animales que habían desaparecido de los Países Bajos en la época.Muller tuvo por su lado un gran proyecto de museo que no pudo ser llevado a término. Después de una quiebra económica, la pareja lo propuso a una fundación, con la ayuda del Estado neerlandés de proseguir su obra, con la condición de que el parque y el museo permanecieran abiertos al público. El parque conserva el relieve dunar de arenas remodeladas por los vientos y una vasta zona arenosa está voluntariamente conservada desprovista de vegetación.

## Naturaleza
Este parque agrupa los paisajes más excepcionales aun cuando está situado en el país más densamente urbanizado de Europa. Está cortado de otra zona de naturaleza que le bordea en su flanco Oeste por una autopista. Uno de los primeros grandes ecoductos construidos en Europa atravesando sin embargo este último para restablecer un mínimo de continuidad ecológica.
Hay muy pocas carreteras pero más de 50 km de ciclovías en el parque.
Es una de las zonas de los Países Bajos y de Europa Occidental donde el cielo nocturno es el mejor preservado de la contaminación lumínica.
Siete observatorios integrados en el paisaje han sido construidos en el parque con voluntarios para observar los grandes animales.
El parque está sin embargo lindado por terrenos militares que sirven de zona de entrenamiento a los vehículos militares del ejército neerlandés y de la OTAN, lo que perturba la tranquilidad durante los ejercicios de tiro (molestias sonoras, contaminación del aire ligada a los cebos de municiones y explosivos)

## Fauna

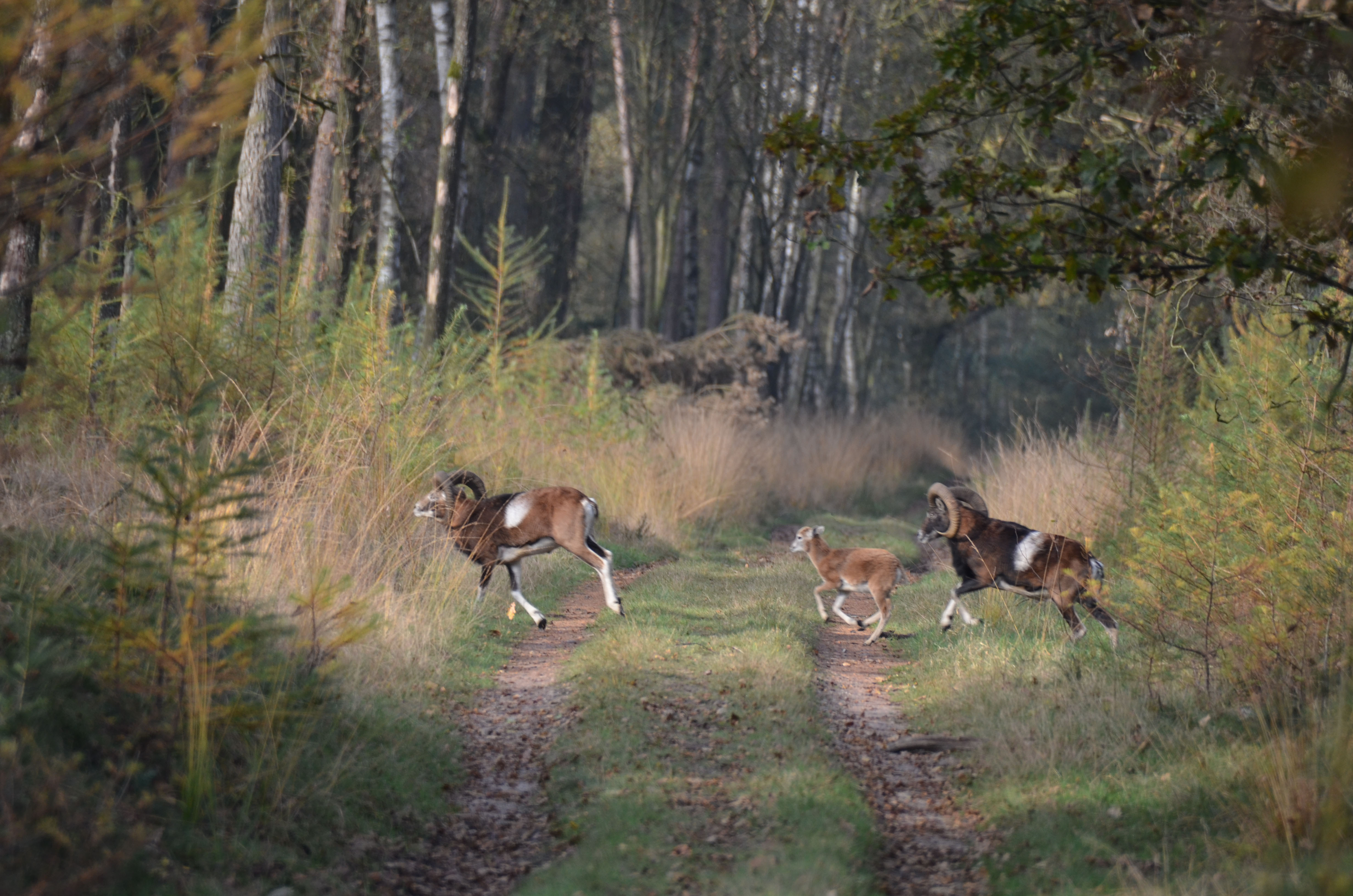
Ovejas salvajes en el Parque Nacional de Hoge Veluwe.

Además de numerosos animales salvajes que han invandido naturalmente el parque (zorros, mustélidos, ardillas, reptiles, anfibios, invertebrados, etc), A. Kröller, primero por las necesidades de sus cacerías personales después por el placer de observarlos en libertad, ha introducido los ciervos, los jabalíes y los muflones que recorren la parte más grande del parque en libertad.
El Hoge Veluwe se ha vuelto una referencia por los numerosos otros grandes parques periurbanos y por los especialistas de ingeniería ambiental y de la gestión diferenciada tanto que es un auténtico laboratorio al aire libre, donde uno puede medir y observar a gran escala los fenómenos de resiliencia ecológica y los resultados de las técnicas de ingeniería ambiental cotidianamente aplicadas por los gestores del parque.

## Aspectos culturales

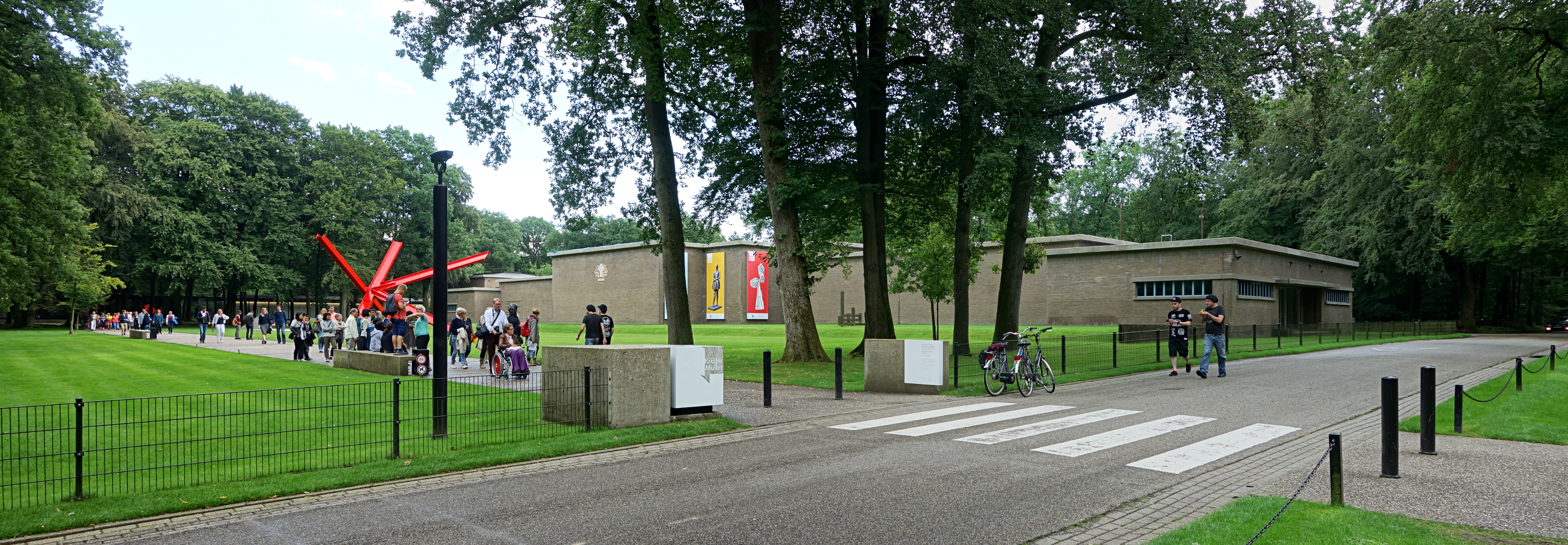
El Museo Kröller-Müller, construido por Henry van de Velde y Wim Quist.

Museo: el Museo Kröller-Müller es menos fastuoso que lo que preveía Helene Müller, habiendo interrumpido una quiebra financiera familiar el proyecto inicial, pero el estado neerlandés ha permitido la construcción de un edificio y de unos cimientos que han conservado hasta hoy en día colecciones notoriamente ricas en cuadros de Vincent van Gogh, Pablo Picasso y Piet Mondrian.
Jardín de esculturas: en una parte más acondicionada del parque y protegida de los grandes animales, a diferencia del museo, un jardín de esculturas ha sido habilitado donde se pueden contemplar al aire libre obras monumentales de Auguste Rodin, Henry Moore y de otros artistas célebres nacidos en los años 1900.
El pabellón San Huberto (Jachthuis Sint-Hubertus) construido por el arquitecto H. P. Berlage (* 21 de febrero de 1856 en Ámsterdam; † 12 de agosto de 1934 en La Haya) es – con el museo – la segunda gran construcción del parque. 
Aislado en medio del bosque, fue querido por Mme Kröller-Müller, coleccionista apasionada, como reuniendo armoniosamente el gusto de la naturaleza y el del arte. Éste aloja los apartamentos de M. y Mme Kröller-Müller ricamente amueblados y decorados, frente a un gran estanque.

## Paisajes

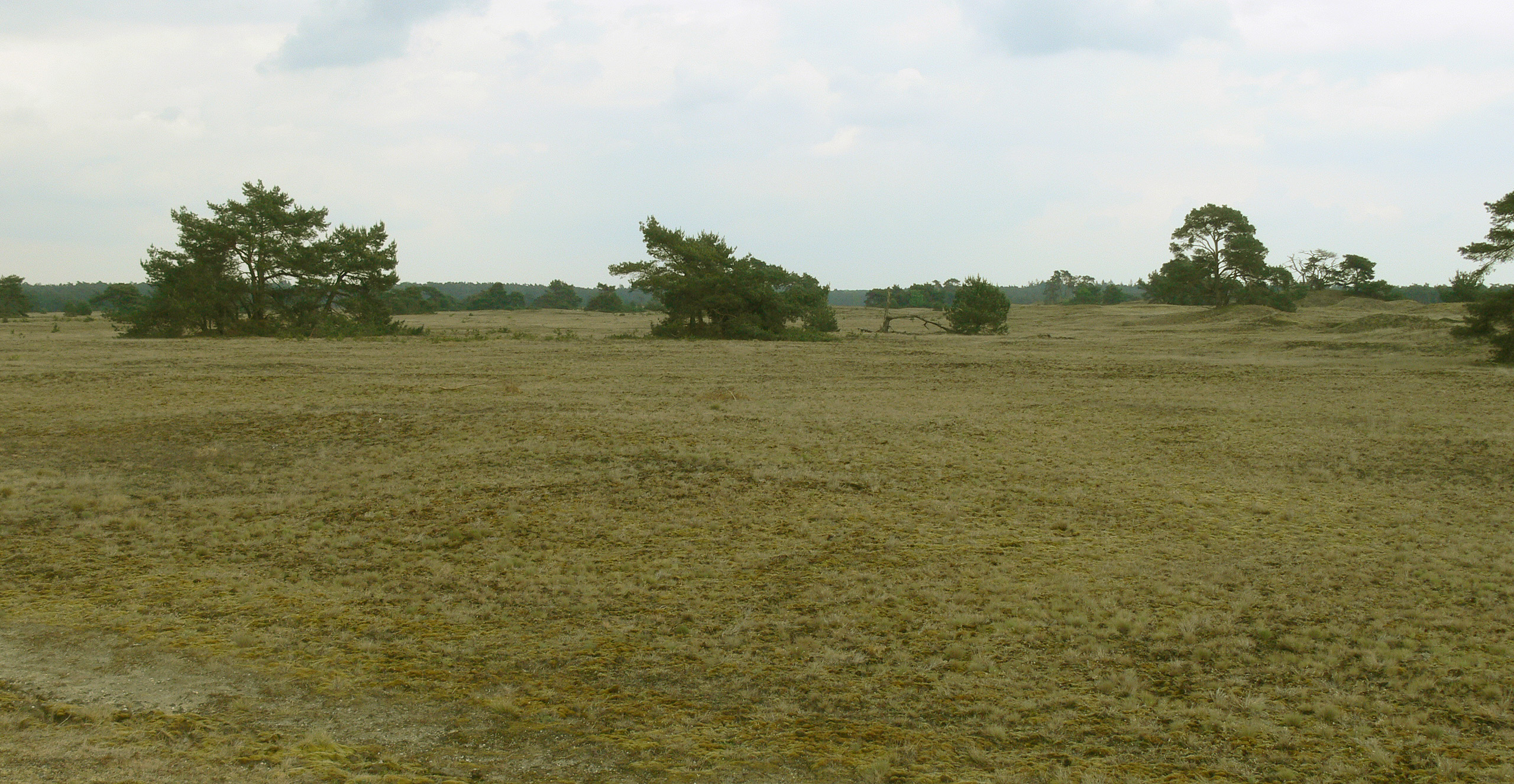
Paisaje abierto, rico en musgos y líquenes
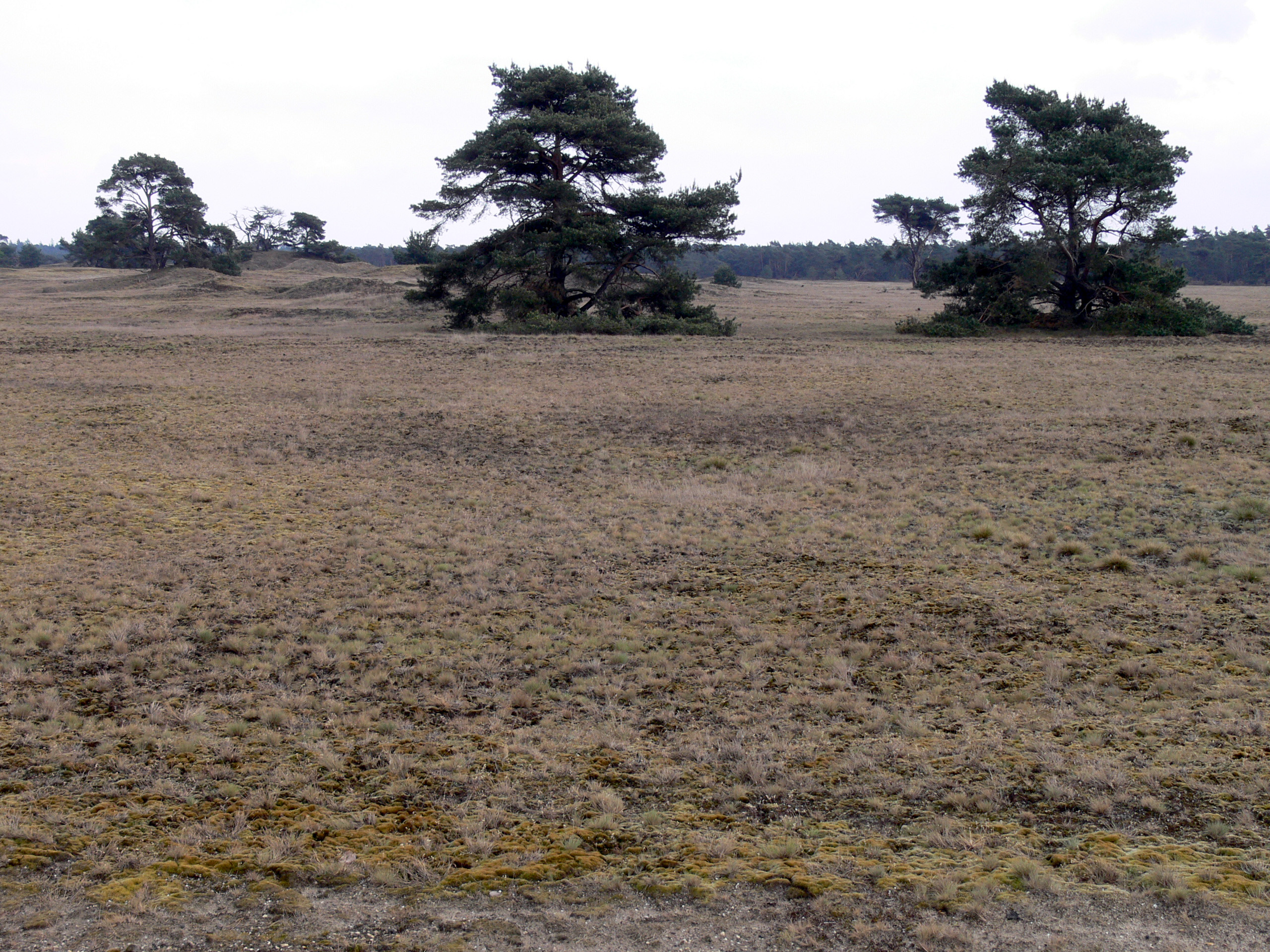
Paisaje abierto, en suelo pobre, modelado por el viento
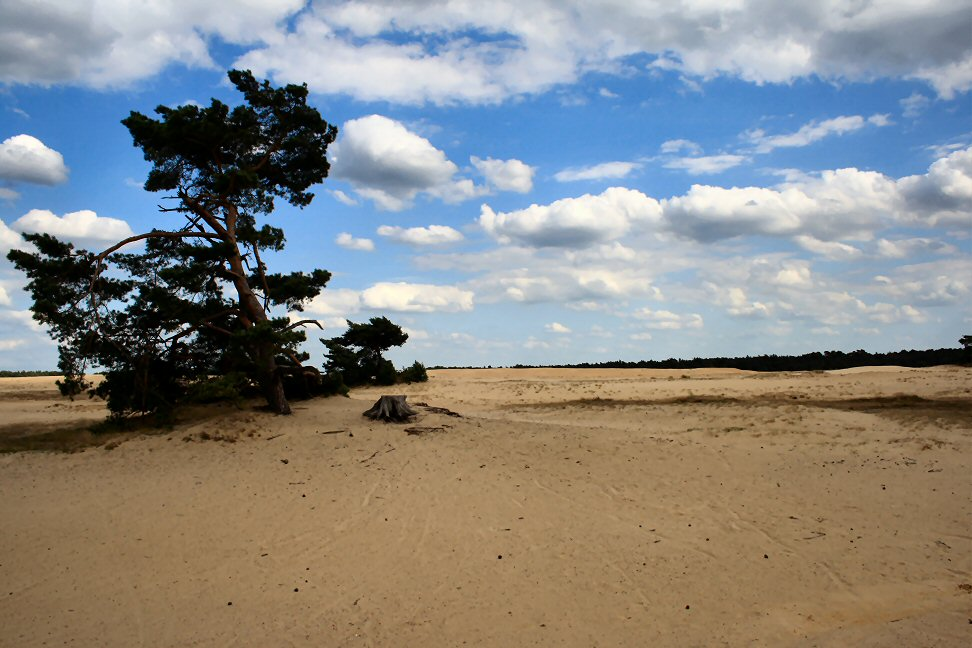
El paisaje del mar de arena recuerda ciertas zonas subsahelianas
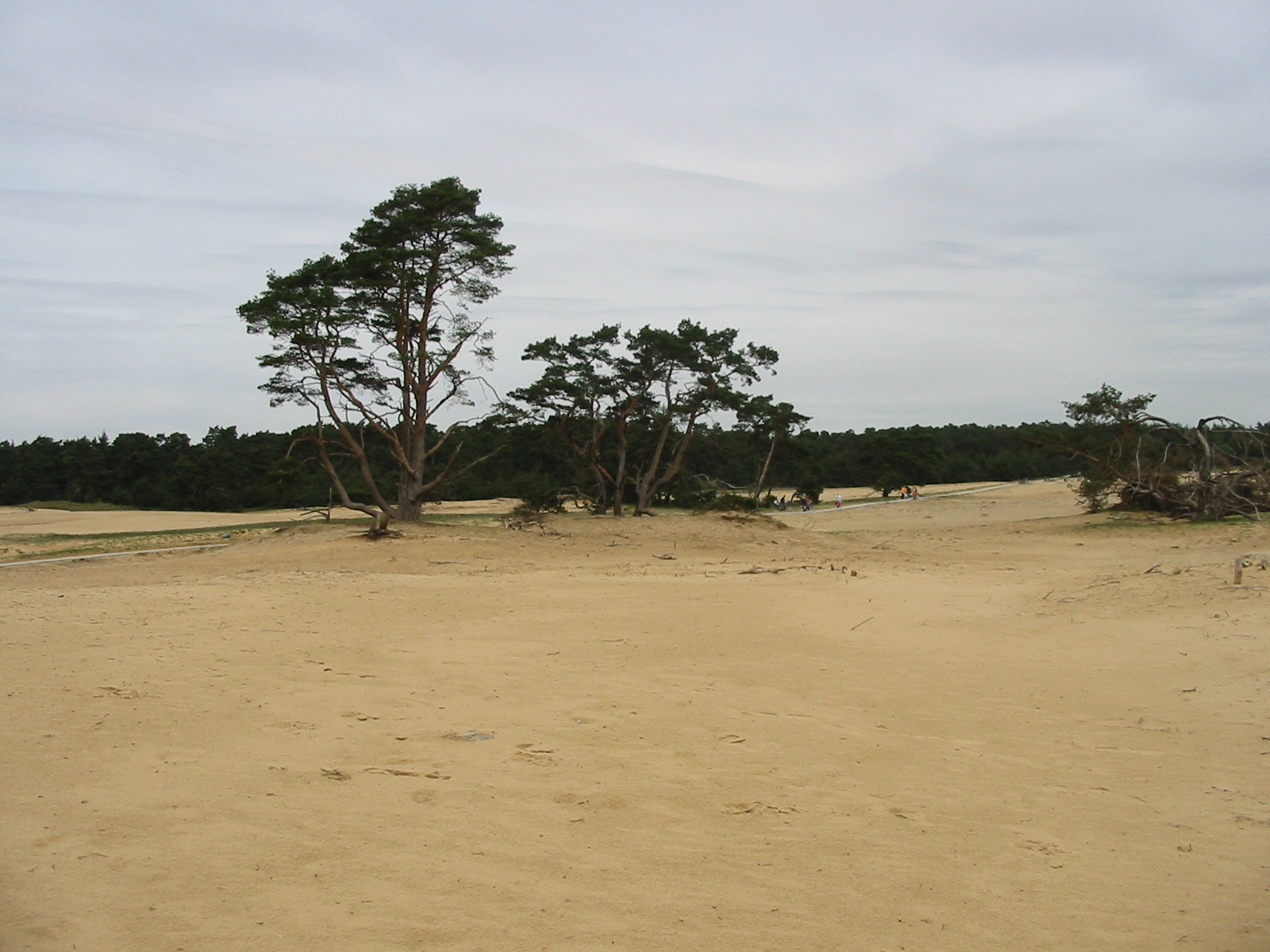
Extensión arenosa, parte centro noroeste del parque
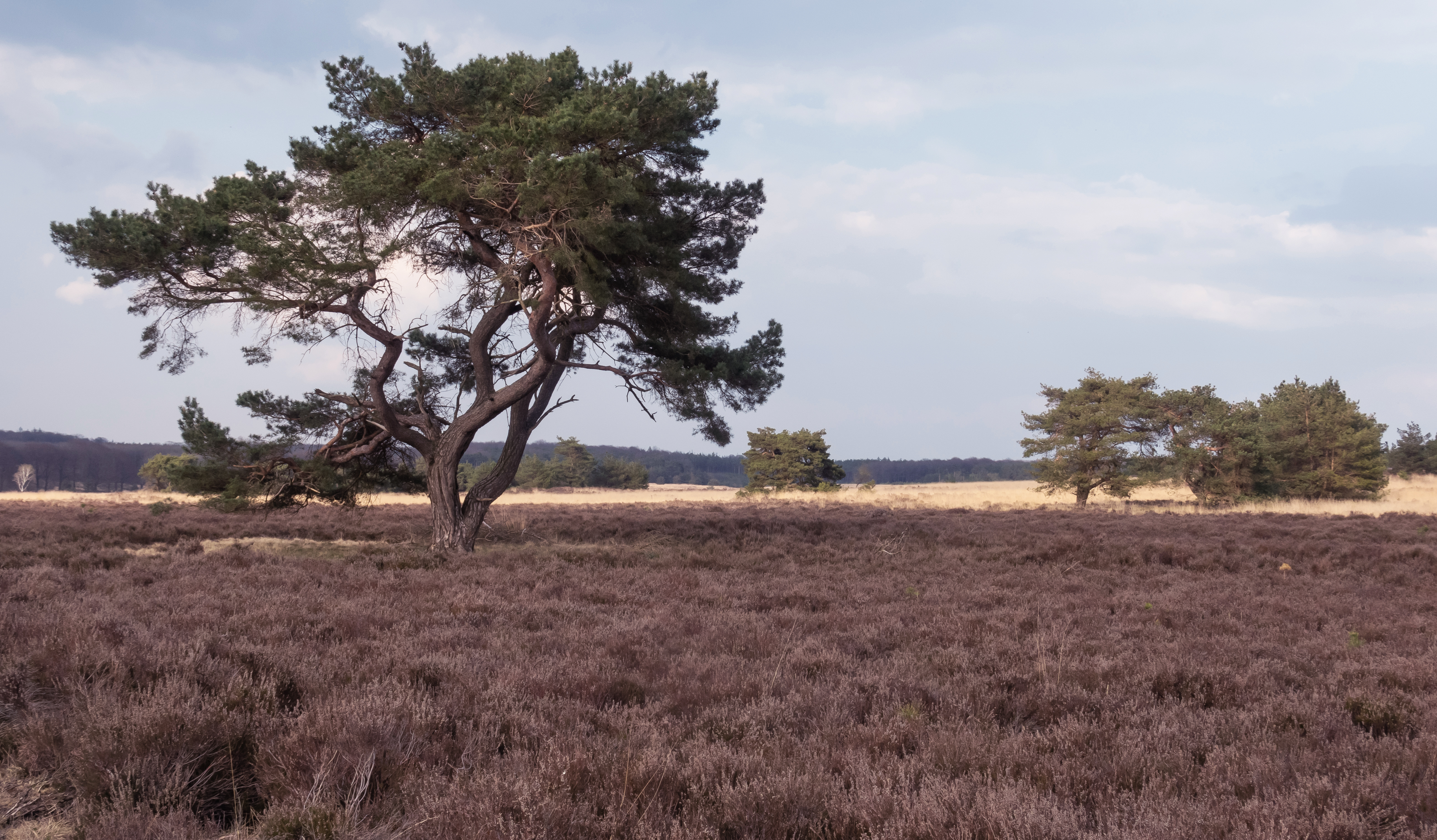
Arbol con brezos